# Cycnium volkensii
Cycnium volkensii är en snyltrotsväxtart som beskrevs av Adolf Engler. Cycnium volkensii ingår i släktet Cycnium och familjen snyltrotsväxter. Inga underarter finns listade i Catalogue of Life.